# Skalskie (potok)
Skalskie (Skalski Potok) – potok, lewobrzeżny dopływ Grajcarka o długości 4,14 km.

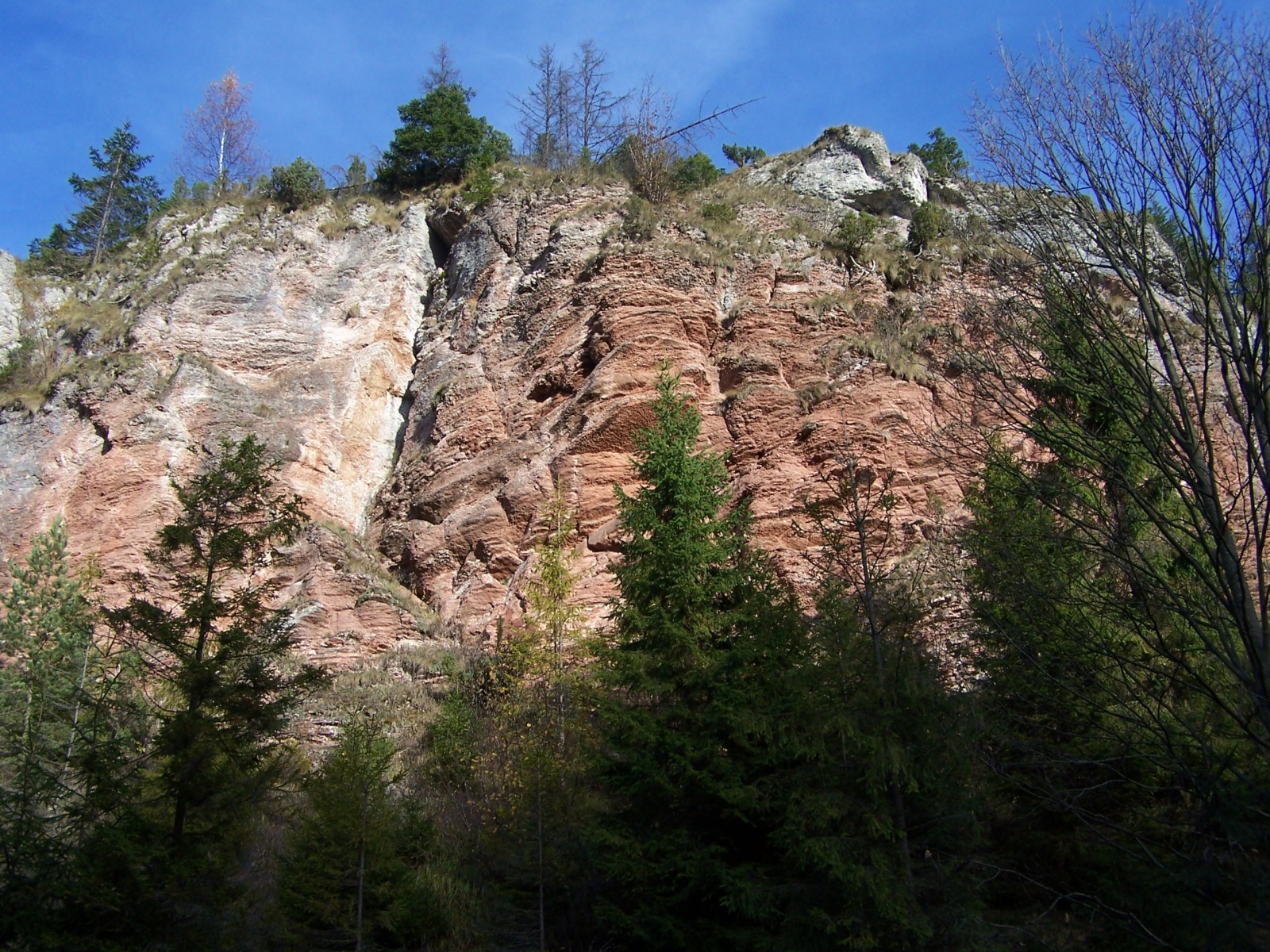
Czerwona Skała wznosząca się nad korytem potoku

Potok płynie doliną Skalskie w Małych Pieninach. Jego źródła znajdują się na wysokości ok. 1000 m n.p.m. pod Smerekową. Głównym dopływem jest potok Spadnik. Spływa w większości lesistą doliną pomiędzy wzniesieniami Watrisko, Góra Repowa, Skalskie i Góra Pawłowska. Uchodzi do Grajcarka w centrum Jaworek. W swoim środkowym biegu przepływa przez rezerwat przyrody Zaskalskie-Bodnarówka, w obrębie rezerwatu tworząc przełom pomiędzy dwoma wybitnymi skałami: Czerwoną Skałą i Dziurawą Skałą (tzw. brama skalna). Oprócz tych skał, znajdujących się zaraz na granicy lasu, w wielu miejscach wzdłuż potoku istnieją jeszcze inne odsłonięcia skalne. Na niedostępnych wapiennych skałach zachowały się resztki naturalnej roślinności. W niektórych miejscach potok tworzy głęboki wąwóz. Jego dno jest kamieniste, zarzucone dużymi głazami. Potok Spadnik spada do niego pochyłą skalną rynną, tworząc wodospad o wysokości ok. 15 m.
Potok znajdował się na terenie nieistniejącej już wsi Biała Woda, obecnie znajduje się w granicach wsi Jaworki w województwie małopolskim, w powiecie nowotarskim, w gminie Szczawnica. Koryto potoku na znacznej długości stanowi równocześnie drogę transportową dla pojazdów ściągających drzewo. W górnej części potoku, pomiędzy jego korytem a korytem Bosiłskiego Potoku znajdują się dwa duże kompleksy polan; Skalskie i Zaskalskie. Na zachodnich zboczach potoku bieleją w lesie zbudowane z wapienia Dziobakowe Skały.
W 2016 r. w dolinie potoku Skalskiego znaleziono torfowca ostrolistnego (Sphagnum capillifolium) – gatunek rzadkiego mchu podlegającego ochronie.